# Extreme-G
Extreme-G es un videojuego de carreras futurista desarrollado por Probe Entertainment y publicado por Acclaim Entertainment, con una banda sonora de trance original. Fue lanzado para Nintendo 64 en 1997, y fue lanzado en Japón el 29 de mayo de 1998. A pesar del abarrotado campo de juegos de carreras de Nintendo 64, Extreme-G recibió críticas moderadamente positivas y fue un éxito comercial. En 1998 se lanzó una secuela, Extreme-G 2, seguida de dos juegos adicionales: Extreme-G 3 y XGRA: Extreme G Racing Association.

## Trama
Extreme-G se desarrolla en un futuro lejano donde la Tierra se reduce a un páramo. Desde su planeta recién descubierto, los colonos humanos ven cómo sus motos controladas por control remoto causan estragos en sus ciudades antiguas y se abren camino para determinar qué corredor se las arregla para calificar.

## Jugabilidad
La jugabilidad de Extreme-G consiste principalmente en carreras de ritmo rápido a través de una variedad de entornos futuristas. Una variedad de armas defensivas y ofensivas están disponibles en la pista. Estos incluyen múltiples misiles guiados/inversos, minas magnéticas/láser y potenciadores de refuerzo de escudo. También se pueden encontrar armas especiales como invisibilidad, destello de fósforo y el poderoso Wally-Warp que, si no se evita, puede transportar instantáneamente una moto directamente a la parte posterior de la parrilla.
Al igual que con todos los juegos de Extreme-G, los pilotos de carreras futuristas compiten con motos con motor de plasma en un Gran Premio intergaláctico a velocidades superiores a 750 km/h. El énfasis está en la velocidad y el diseño de la pista de carreras, con pistas que recorren como montañas rusas.
Al comienzo de cada ronda, el jugador recibe tres potenciadores "nitro" que proporcionan un aumento de velocidad temporal (estos potenciadores no se pueden reponer). Además, caer de acantilados o, en algunos casos, la pista en sí da como resultado simplemente perder tiempo en lugar de perder "vidas"; las motos se teletransportan de regreso a la pista y deben recuperar su velocidad y el tiempo perdido desde un punto muerto.
Los juegos para un jugador tienen tres niveles de dificultad: principiante, intermedio y extremo. El modo de juego principal (Extreme Contest) incluye tres campeonatos: Atomic (cuatro pistas), Critical Mass (ocho pistas) y Meltdown (12 pistas estándar completas). El jugador debe ser el primero en cada campeonato para progresar. Ganar campeonatos en los distintos niveles de dificultad abrirá las motos, los niveles y los trucos ocultos. Una vez que se han abierto los niveles, se pueden usar para los modos adicionales para un jugador y multijugador.
Los modos multijugador incluyen carreras competitivas, captura de banderas y modo batalla.

## Desarrollo
Extreme-G fue desarrollado bajo el título provisional Ultimate Racer. Fue creado por Probe Entertainment, un equipo de desarrollo interno de Acclaim Entertainment.

## Recepción
Extreme-G recibió críticas "favorables" según el sitio web de agregación de reseñas Metacritic. Los críticos elogiaron particularmente los diseños de las pistas con sus numerosos bucles, saltos y sacacorchos, y la sensación de velocidad. Crispin Boyer escribió en Electronic Gaming Monthly: "Ningún otro juego de carreras ofrece la velocidad bruta que se encuentra en Extreme-G. Enciende tu turbo y mira el paisaje borroso". Next Generation dijo que "trae a los jugadores motos rápidas, futuristas y fuertemente armadas que recorren pistas de montaña rusa en algunos escenarios totalmente alucinógenos". A few critics remarked that the intense speeds give the game a steep learning curve, but that ultimately the controls work well. Edge criticó el manejo de las motos, pero destacó el énfasis del juego en el combate.
Los diseños de las motos también fueron aplaudidos, y varios críticos compararon su aspecto con el de la película Tron. GameRevolution elogió el valor de rejugabilidad del juego debido a la gran cantidad de pistas, armas y opciones multijugador. Los críticos en general felicitaron la selección de modos y opciones, aunque hubo algunas quejas de que los modos multijugador no son tan fuertes como los de un jugador. Varios notaron desaceleración y agitación en la taza de fotogramas cuando cuatro jugadores están corriendo, Shawn Smith de Electronic Gaming Monthly dijo que las pistas en el modo de batalla multijugador son aburridas y poco imaginativas, y Next Generation simplemente decían que "los combates a muerte en moto de Extreme-G de cuatro jugadores, aunque era una idea decente, simplemente no funcionó". La mayoría de los críticos comentaron que la banda sonora de tecno no es original, pero hace su trabajo de mejorar el estado de ánimo de las carreras intensas. Aunque muchos criticaron el uso de niebla a la distancia, las críticas declararon unánimemente que los gráficos del juego eran sobresalientes.
La mayoría de las revisiones concluyeron que, si bien un puñado de deficiencias impiden que "Extreme-G" sea un juego de primer nivel, fue lo suficientemente impresionante como para recomendarlo. GamePro, por ejemplo, resumió que "Extreme-G mantendrá a los corredores de N64 saciados hasta el debut de F-Zero 64. Si bien no es el más profundo ni el juego de carreras más original, todavía te llevará a un paseo divertido". De manera similar, Peer Schneider de IGN opinó que "si bien no puede competir con los gráficos, la física y el control de Wave Race [64] y Top Gear Rally, es un juego sólido y bien diseñado que seguramente atraerá a los fanáticos de la acción y las carreras por igual".
Según N64 Magazine, Extreme-G fue un éxito comercial, vendiendo 700,000 copias en octubre de 1998.